# Nån gång måste man landa...
Nån gång måste man landa... är den svenska proggruppen Löpande bandets första och enda studioalbum, utgivet på skivbolaget MNW 1975. Skivan utgavs på LP.

## Låtlista
A
1. "Socionomens mardröm" – 3:14
2. "Den ständiga kampen" – 4:30
3. "En kvinna bland alla andra" – 4:03
4. "Vägen ingenstans" – 7:59

B
1. "Den evige läraren" – 6:06
2. "Nattskiftsrock" – 3:14
3. "Drömmar om sagoslott" – 4:58
4. "De e dags nu" – 3:45
5. "Den sista paradoxen" – 5:42

## Medverkande
- Pelle Höglund – congas
- Ludde Lindström – trummor
- Lotta Sandberg – sång
- Rolf Wikström – gitarr
- Jan Zetterqvist – bas

### Fotnoter
1. ↑  ”Löpande bandet”. Svensk mediedatabas. http://smdb.kb.se/catalog/search?q=L%C3%B6pande+bandet&x=0&y=0. Läst 7 januari 2013.